# ペマ・ツェテン
ペマ・ツェテン（チベット語: པད་མ་ཚེ་བརྟན།、ラテン文字転写: Pema Tseden、1969年12月3日 - 2023年5月8日）はチベット出身の小説家・映画監督。
チベット語・漢語の両方で小説作品を発表するかたわら、『羊飼いと風船』など現代チベットを舞台とする作品を製作。その活動に刺激されたチベット出身者の映画制作があいついで「チベット映画の先駆者」として世界的に注目を集めていたが、53歳で急逝。国際的な評価を受けた映画作品として、ほかに『タルロ』『オールド・ドッグ』などがある。

## 来歴
1969年12月、中国青海省海南チベット族自治州ティカ（貴徳県）で農業と牧畜を営む家庭に生まれる。祖父は僧侶で、子供のころから彼に仏教の経典を筆写させたという。
1991年、西北民族学院に入学、チベット文学を学ぶうち創作と翻訳活動を開始。1992年に短編「人間と犬」を漢語文芸誌に掲載して小説家としてデビュー。さらに翌1993年には短編「沈みゆく夕日」をチベット語文芸誌に掲載して、漢語・チベット語の双方で執筆する希有な作家となった。
10年近く教員や公務員として生活したのち2000年に西北民族学院の修士課程に入学するが、2002年にはさらに北京電影学院に再入学して脚本と映画制作を学ぶ。
2004年、同学院文学部の卒業製作として短編『草原』を監督。山岳地帯の草原で暮らす人々の古い習俗と青年たちの変化を描いた作品で、全篇チベット語の劇映画が同学院で制作される初めての例となった。ペマ・ツェテンは後年、学院に入学したころチベット人だと自己紹介すると、相手が判で押したように古い中国映画『農奴』(1963) （人民解放軍が伝統的なチベットの旧体制から人々を解放する）を持ち出すことに辟易し、そうした古いステレオタイプを変えていきたいと思った、と制作の動機を振り返っている。

同年、自身の制作プロダクションを立ち上げ、本格的に映画制作を開始する。同年、小説『チュドンとその息子ロンデン』が『ダンチャル』文学賞を受賞。
2005年には初の長篇映画『静かなるマニ石』を公開。翌2006年に北京電影学院大学院の監督学科へ進学した。この頃から国外でも注目されるようになり、同年、日中映画祭のため初来日している。
以後は映画の長篇作品を監督するかたわら小説執筆も継続した。小説作品では短編集『ある旅芸人の夢』（漢語）、『都会生活』（チベット語）などがとくに高く評価され、英語・フランス語・ドイツ語など各国語に翻訳された。
映画作品では『オールド・ドッグ』（2011）、『タルロ』（2015）、『羊飼いと風船』（2019）がそれぞれ東京フィルメックスで上映され、合計３回の受賞を果たしているほか、2018年には自身が脚本を書いた『轢き殺された羊』がヴェネツィア国際映画祭で脚本賞を受賞。作品は各国の映画祭に招待・出品があいつぎ、国際的な注目を集めるようになっていたが、新作『雪豹』を制作中の2023年5月、心臓発作のため急逝。53歳だった。
近年は、ジャ・ジャンクーらとともにチベット出身の映画作家の作品にプロデューサーとしても関わっていた。息子のジグメ・ティンレー (Jigme Trinley）も映画監督である。

## 評価・受容
映画監督としてのペマ・ツェテンは、チベット人としてチベットの現実にカメラで向かい合った「現代チベット映画の先駆者」とも称される。作品の多くは現在のチベット社会を舞台とし、古くから人々が守ってきた牧畜社会の信仰や習俗と、急速にすすむ工業化や現代的な生活習慣との相克が、くりかえし描かれている。
代表作に数えられている作品の一つが、中国政府が厳しい一人っ子政策をとっていた時代の羊飼いの夫婦を主人公とする『羊飼いと風船』である。この作品では、政府の政策にしたがって若い夫婦が避妊具を使おうとするが誤って妻が妊娠、そこへ老父の急逝という事件がかさなって、近親者の輪廻転生を信じる古い習俗と、近代的な産児制限や中絶手術が衝突してゆく。イギリスの『ガーディアン』紙は、近代性と伝統の対比というありふれた主題を、静謐さとユーモアをたたえながら教条主義的にではなく描いてゆく監督の手腕を高く評価した。また映像表現についても、手持ち撮影を主体とする画面づくりが、アメリカの『バラエティ』誌などを中心に創意あふれる手法として注目を集めた。
作品のほとんどすべてに、登場人物がオートバイや自動車で広大な草原・山地を移動してゆくシーンが含まれるため、この「ロードムービー性」が彼の作品を強く特徴づけている、などとも評される。
一方でチベット人やチベット自治州が中国国内で置かれてきた政治的位置、とくに中央政府との関係については、映画では明示的に触れていない。中国では映画制作プロセスに担当官による事前検閲が組み込まれているが、ペマ・ツェテン作品は少数民族をテーマとするため、脚本の表現が通常よりもこまかく精査されるという。2019年のインタビューで政治的検閲と映画制作の矛盾についてたずねたニューヨーク・タイムズ紙記者に対して、ペマ・ツェテンは「力を持っている相手に合わせるよりほか方法はない」と応じている。
しかし作品の多くは、中国内外に暮らすチベット人にとっても「すべてのチベット人に関わりのある社会課題」を正面から取りあげているとみなされており、「正統的なチベット映画」とも評されている。
ペマ・ツェテンは、2005年に『静かなるマニ石』が公開された頃を境に国外からも関心を集めるようになった。2010年にはコロンビア大学東アジア研究所が彼をニューヨークへ招聘して、チベット文化を討議するシンポジウムを開催。ニューヨーク近代美術館は『タルロ』(2015) の特集上映を行っている。
日本では2013年に東京外国語大学がやはり彼を東京へ招いて『オールド・ドッグ』などの特集上映を行っているほか、同大学の星泉らの主導で短編やシナリオの翻訳、映画作品の紹介活動が続いている。

## 映画

### 主な監督作品
- 2004　草原 (The Grassland) チベット語　22分
- 2005　最後の防雹師 (The Weatherman's Legacy）　英語　TVドキュメンタリー　23分
- 2005　静かなるマニ石 (The Silent Holy Stones）チベット語　102分
- 2008　ティメー・クンデンを探して (The Search）チベット語　112分
- 2011　オールド・ドッグ (Old Dog）チベット語　81分
- 2015　タルロ (Tharlo）チベット語　132分
- 2018　轢き殺された羊（Jimpa）チベット語　86分
- 2019　羊飼いと風船 (Balloon）漢語・チベット語　102分
- 2023　雪豹 (Snow Leopard) 漢語・チベット語　109分

### 主な受賞
- 2011　香港国際映画祭（最優秀デジタル撮影賞） ─ 『オールド・ドッグ』
- 2015　台北金馬映画祭（最優秀脚色賞） ─ 『タルロ』
- 2015　東京フィルメックス（グランプリ） ─ 『タルロ』
- 2017　中国映画金鶏奨（最優秀低予算作品賞） ─ 『タルロ』
- 2018　東京フィルメックス（特別審査員賞） ─ 『轢き殺された羊』
- 2019　シカゴ国際映画祭（最優秀脚本賞） ─ 『羊飼いと風船』
- 2019　ヴェネツィア国際映画祭（最優秀脚本賞） ─ 『轢き殺された羊』
- 2019　東京フィルメックス（グランプリ） ─ 『羊飼いと風船』
- 2020　上海国際映画祭（最優秀監督賞） ─ 『羊飼いと風船』
- 2020　上海国際映画祭（最優秀脚本賞） ─ 『羊飼いと風船』
- 2023　東京国際映画祭（最優秀作品賞） ─ 『雪豹』

## 小説

### 主な邦訳作品
- ペマ・ツェテン（星泉・大川謙作訳）『ティメー・クンデンを探して』チベット文学研究会編、勉誠出版、2013
- ペマ・ツェテン（大川謙作訳）『風船　ペマ・ツェテン作品集』春陽堂出版、2020

## 関連リンク
- Pema Tseden biography - The Treasury of Lives （チベット文学研究者による小伝）
- SERNYA: チベット文学と映画制作の現在

## 関連文献
- Berry, Chris. "Pema Tseden (1969–2023): A Tribute" (Film Quarterly, 77:3, 2024)
- Dan Smyer Yu, "Pema Tseden's Transnational Cinema: Screening a Buddhist Landscape of Tibet," Contemporary Buddhism, 15:1, 2014.
- Frangville, Vanessa. "Pima Tseden's The Search: the making of a minor cinema," Journal of Chinese Cinema, 10:2, 2016.
- Grewal, Anup. "Contested Tibetan landscapes in the films of Pema Tseden," Journal of Chinese Cinema, 10:2, 2016.
- Hladikova, Kamila. "Shangri-la Deconstructed: Representations of Tibet in the PRC and Pima Tseden's Films," Archiev Orientalni, 84:2, 2016.
- SERNYA編集部・チベット文学研究会編『SERNYA チベット文学と映画制作の現在』vol.1, 2013（東京外国語大学アジア・アフリカ言語文化研究所）